# Miguel Ángel Gómez Garro
Miguel Ángel Gómez Garro (Villarreal de Urrechua, 24 de febrero de 1961) es un deportista español que compitió en bochas adaptadas. Ganó una medalla de oro en los Juegos Paralímpicos de Atlanta 1996, en la prueba de equipo mixto (clase C1-C2).

## Palmarés internacional
| Juegos Paralímpicos | Juegos Paralímpicos      | Juegos Paralímpicos | Juegos Paralímpicos |
| Año                 | Lugar                    | Medalla             | Prueba              |
| ------------------- | ------------------------ | ------------------- | ------------------- |
| 1996                | Atlanta (Estados Unidos) | Medalla de oro      | Equipo C1-C2 mixto  |